# Talicada delapolei
Talicada delapolei är en fjärilsart som beskrevs av Riley 1927. Talicada delapolei ingår i släktet Talicada och familjen juvelvingar. Inga underarter finns listade i Catalogue of Life.